# Campionato mondiale maschile di pallacanestro 1990
L'undicesima edizione del Campionato Mondiale Maschile di Pallacanestro FIBA si disputò in Argentina, dall'8 al 19 agosto 1990.
Le città che ospitarono l'evento furono: Santa Fe, Rosario, Villa Ballester, Salta, Córdoba e la capitale Buenos Aires. Le 16 squadre partecipanti vennero divise in 4 gironi all'italiana, con promozione al turno seguente per le prime 2 classificate di ciascun gruppo. Le 8 formazioni così rimaste furono raggruppate in altri 2 gironi, dando successivamente vita alle semifinali e finali.

## Squadre partecipanti
| Gruppo A - Porto Rico - Jugoslavia - Venezuela - Angola | Gruppo B - Brasile - Australia - Italia - Cina | Gruppo C - Stati Uniti - Spagna - Grecia - Corea del Sud | Gruppo D - Canada - Argentina - Egitto - Unione Sovietica |

## Gironi di qualificazione

### Gruppo A
| Squadra       | P | V | P | PF  | PS  | Dif |
| ------------- | - | - | - | --- | --- | --- |
| 1. Porto Rico | 6 | 3 | 0 | 248 | 224 | +24 |
| 2. Jugoslavia | 5 | 2 | 1 | 259 | 245 | +14 |
| 3. Venezuela  | 4 | 1 | 2 | 241 | 257 | -16 |
| 4. Angola     | 3 | 0 | 3 | 231 | 253 | -22 |

| Primo turno   |            |         |
| Jugoslavia    | Venezuela  | 92 - 84 |
| Porto Rico    | Angola     | 78 - 75 |
| Secondo turno |            |         |
| Jugoslavia    | Angola     | 92 - 79 |
| Porto Rico    | Venezuela  | 88 - 74 |
| Terzo turno   |            |         |
| Porto Rico    | Jugoslavia | 82 - 75 |
| Venezuela     | Angola     | 83 - 77 |

### Gruppo B
| Squadra      | P | V | P | PF  | PS  | Dif  |
| ------------ | - | - | - | --- | --- | ---- |
| 1. Brasile   | 5 | 2 | 1 | 331 | 273 | +58  |
| 2. Australia | 5 | 2 | 1 | 264 | 247 | +17  |
| 3. Italia    | 5 | 2 | 1 | 318 | 290 | +28  |
| 4. Cina      | 3 | 0 | 3 | 256 | 359 | -103 |

| Primo turno   |           |           |
| Australia     | Cina      | 106 - 85  |
| Brasile       | Italia    | 125 - 109 |
| Secondo turno |           |           |
| Brasile       | Cina      | 138 - 95  |
| Italia        | Australia | 94 - 89   |
| Terzo turno   |           |           |
| Australia     | Brasile   | 69 - 68   |
| Italia        | Cina      | 115 - 76  |

### Gruppo C
| Squadra          | P | V | P | PF  | PS  | Dif  |
| ---------------- | - | - | - | --- | --- | ---- |
| 1. Stati Uniti   | 6 | 3 | 0 | 344 | 247 | +97  |
| 2. Grecia        | 5 | 2 | 1 | 316 | 272 | +44  |
| 3. Spagna        | 4 | 1 | 2 | 308 | 298 | 10   |
| 4. Corea del Sud | 3 | 0 | 3 | 244 | 395 | -151 |

| Primo turno   |               |           |
| Stati Uniti   | Grecia        | 103 - 95  |
| Spagna        | Corea del Sud | 130 - 101 |
| Secondo turno |               |           |
| Stati Uniti   | Corea del Sud | 146 - 67  |
| Grecia        | Spagna        | 102 - 93  |
| Terzo turno   |               |           |
| Stati Uniti   | Spagna        | 95 - 85   |
| Grecia        | Corea del Sud | 119 - 76  |

### Gruppo D
| Squadra             | P | V | P | PF  | PS  | Dif |
| ------------------- | - | - | - | --- | --- | --- |
| 1. Unione Sovietica | 6 | 3 | 0 | 289 | 234 | +55 |
| 2. Argentina        | 5 | 2 | 1 | 255 | 250 | +5  |
| 3. Canada           | 4 | 1 | 2 | 252 | 254 | -2  |
| 4. Egitto           | 3 | 0 | 3 | 209 | 267 | -58 |

| Primo turno      |           |          |
| Unione Sovietica | Argentina | 97 - 77  |
| Canada           | Egitto    | 83 - 68  |
| Secondo turno    |           |          |
| Argentina        | Canada    | 96 - 88  |
| Unione Sovietica | Egitto    | 102 - 76 |
| Terzo turno      |           |          |
| Unione Sovietica | Canada    | 90 - 81  |
| Argentina        | Egitto    | 82 - 65  |

## Gironi di accesso alle semifinali
Le prime due di ogni gruppo passano alle semifinali, le ultime due di ogni girone disputano le gare per i posti dal quinto all'ottavo.

### Gruppo E
| Squadra        | P | V | P | PF  | PS  | Dif |
| -------------- | - | - | - | --- | --- | --- |
| A1 Porto Rico  | 6 | 3 | 0 | 262 | 234 | +28 |
| C1 Stati Uniti | 5 | 2 | 1 | 262 | 259 | +3  |
| B2 Australia   | 4 | 1 | 2 | 252 | 259 | -7  |
| D2 Argentina   | 3 | 0 | 3 | 267 | 291 | -24 |

| Primo turno   |             |           |
| Stati Uniti   | Argentina   | 104 - 100 |
| Porto Rico    | Australia   | 89 - 79   |
| Secondo turno |             |           |
| Stati Uniti   | Australia   | 79 - 78   |
| Porto Rico    | Argentina   | 92 - 76   |
| Terzo turno   |             |           |
| Porto Rico    | Stati Uniti | 81- 79    |
| Australia     | Argentina   | 95 - 91   |

### Gruppo F
| Squadra             | P | V | P | PF  | PS  | Dif |
| ------------------- | - | - | - | --- | --- | --- |
| A2 Jugoslavia       | 6 | 3 | 0 | 282 | 230 | +52 |
| D1 Unione Sovietica | 5 | 2 | 1 | 262 | 257 | +5  |
| C2 Grecia           | 4 | 1 | 2 | 227 | 240 | -13 |
| D1 Brasile          | 3 | 0 | 3 | 274 | 318 | -44 |

| Primo turno      |                  |           |
| Jugoslavia       | Brasile          | 105 - 86  |
| Unione Sovietica | Grecia           | 75 - 57   |
| Secondo turno    |                  |           |
| Jugoslavia       | Unione Sovietica | 100 - 77  |
| Grecia           | Brasile          | 103 - 88  |
| Terzo turno      |                  |           |
| Jugoslavia       | Grecia           | 77 - 67   |
| Unione Sovietica | Brasile          | 110 - 100 |

## Semifinali e finali
|  | Semifinali       | Semifinali       | Semifinali |            |                  | Finale             | Finale             | Finale             |  |
|  |                  |                  |            |            |                  |                    |                    |                    |  |
|  | Unione Sovietica | Unione Sovietica | 98         |            |                  |                    |                    |                    |  |
|  | Unione Sovietica | Unione Sovietica | 98         |            |                  |                    |                    |                    |  |
|  | Porto Rico       | Porto Rico       | 82         |            |                  |                    |                    |                    |  |
|  | Porto Rico       | Porto Rico       | 82         |            | Unione Sovietica | Unione Sovietica   | 75                 |                    |  |
|  |                  |                  |            |            | Unione Sovietica | Unione Sovietica   | 75                 |                    |  |
|  |                  |                  | Jugoslavia | Jugoslavia | 92               |                    |                    |                    |  |
|  | Jugoslavia       | Jugoslavia       | Jugoslavia | Jugoslavia | 92               | 99                 |                    |                    |  |
|  | Jugoslavia       | Jugoslavia       |            |            |                  | 99                 |                    |                    |  |
|  | Stati Uniti      | Stati Uniti      | 91         |            |                  | Finale 3º/4º posto | Finale 3º/4º posto | Finale 3º/4º posto |  |
|  | Stati Uniti      | Stati Uniti      | 91         |            |                  |                    |                    |                    |  |
|  |                  |                  |            |            |                  |                    |                    |                    |  |
|  |                  |                  |            |            |                  | Stati Uniti        | Stati Uniti        | 107                |  |
|  |                  |                  |            |            |                  | Stati Uniti        | Stati Uniti        | 107                |  |
|  |                  |                  |            |            |                  | Porto Rico         | Porto Rico         | 105                |  |

## Classifica finale
| Campione del Mondo | Campione del Mondo | Campione del Mondo |
| --- | ------------------ | --- |
| Jugoslavia4 Petrović, 5 Perasović, 6 Čutura, 7 Kukoč, 8 Paspalj, 9 Zdovc, 10 Obradović, 11 Ćurčić, 12 Divac, 13 Komazec, 14 Jovanović, 15 Savić, All. Dušan Ivković |                    | |
| Argento | Unione Sovietica   | Unione Sovietica4 Vētra, 5 Sokk, 6 Berežnyj, 7 Meleščenko, 8 Lopatov, 9 Tichonenko, 10 Bazarevič, 11 Volkov, 12 Sucharev, 13 Korolëv, 14 Belostennyj, 15 Pinčuk, All. Vladas Garastas                   |
| Bronzo | Stati Uniti        | Stati Uniti4 D. Smith, 5 Randall, 6 Mayberry, 7 Williams, 8 C. Smith, 9 Anderson, 10 Stith, 11 Day, 12 Gatling, 13 Laettner, 14 Owens, 15 Mourning, All. Mike Krzyzewski                                |
| 4. | Porto Rico         | Porto Rico4 Ortiz, 5 López, 6 Gause, 7 Agosto, 8 Mincy, 9 Carter, 10 Cruz, 11 Rivas, 12 Marrero, 13 É. de León, 14 F. de León, 15 Torres, All. Raymond Dalmau                                           |
| 5. | Brasile            | Brasile4 Fernando Minucci, 5 Guerrinha, 6 Gerson, 7 Pipoka, 8 Rolando, 9 Cadum, 10 Maury, 11 Marcel, 12 Luiz Felipe, 13 Josuel, 14 Oscar, 15 Israel, All. Hélio Rubens                                  |
| 6. | Grecia             | Grecia4 Gasparīs, 5 Patavoukas, 6 Giannakīs, 7 Kampourīs, 8 Nelson, 9 Galakteros, 10 Papadopoulos, 11 Lypīridīs, 12 Andritsos, 13 Fasoulas, 14 Iōannou, 15 Christodoulou, All. Euthymīs Kioumourtzoglou |
| 7. | Australia          | Australia4 Dorge, 5 McKay, 6 Smyth, 7 Sengstock, 8 Keogh, 9 Graham, 10 Gaze, 11 Morrissey, 12 Bradtke, 13 Longley, 14 Vlahov, 15 Borner, All. Adrian Hurley                                             |
| 8. | Argentina          | Argentina4 Richotti, 5 Campana, 6 Maggi, 7 Osella, 8 Romano, 9 Milanesio, 10 de la Fuente, 11 Cortijo, 12 Uranga, 13 Milovich, 14 Rodríguez, 15 Scolari, All. Carlos Boismené                           |
| Eliminate nella prima fase a gironi |                    | |
| 9. | Italia             | Italia4 Rossini, 5 Pittis, 6 Niccolai, 7 Dell'Agnello, 8 Bosa, 9 Brunamonti, 10 Tolotti, 11 Vescovi, 12 Riva, 13 Pessina, 14 Vianini, 15 Cantarello, All. Sandro Gamba                                  |
| 10. | Spagna             | Spagna4 Villacampa, 5 Arcega, 6 Antúnez, 7 Jofresa, 8 Jiménez, 9 Romay, 10 Montero, 11 Herreros, 12 Bosch, 13 Martínez, 14 Andreu, 15 Zapata, All. Antonio Díaz-Miguel                                  |
| 11. | Venezuela          | Venezuela4 Díaz, 5 Portillo, 6 Becker, 7 Solórzano, 8 González, 9 Jiménez, 10 Shepherd, 11 Herrera, 12 Echenique, 13 Estaba, 14 Olivares, 15 Nelcha, All. Jesús Cordovez                                |
| 12. | Canada             | Canada4 Jackson, 5 Ohl, 6 Pasquale, 7 Keane, 8 Kazanowski, 9 Simms, 10 Granger, 11 Meagher, 12 Zoet, 13 Steinfeld, 14 Walton, 15 Fox, All. Ken Shields                                                  |
| 13. | Angola             | Angola4 Alfredo, 5 Moreira, 6 Victoriano, 7 Carvalho, 8 Barros, 9 Sousa, 10 Coimbra, 11 Sardinha, 12 Dias, 13 Macedo, 14 Guimarães, 15 Conceição, All. Victorino Cunha                                  |
| 14. | Cina               | Cina4 Gong L., 5 Li, 6 Wang Z., 7 Zhang B., 8 Wang F., 9 Song, 10 Zhang D., 11 Sun, 12 Ma, 13 Zhang Y., 14 Shan, 15 Gong X., All. Wang Changyou                                                         |
| 15. | Corea del Sud      | Corea del Sud4 Lee W., 5 Kang, 6 Lee C., 7 Jeong, 8 Pyo, 9 Lee M., 10 Kim H., 11 Heo, 12 Kim J., 13 Choe, 14 Kim Y., 15 Seo, All. Kim In-geon                                                           |
| 16. | Egitto             | Egitto4 el-Fetouh, 5 Abdel-Latif, 6 Sedqi, 7 Soliman, 8 Attalah, 9 Abu al-Khair, 10 el-Kordi, 11 Mahmoud Ali, 12 Khalil, 13 Moteleb, 14 Abdel-Aziz, 15 el-Sanadili, All. Cal Luther                     |